# Thomas Lawrence
Thomas Lawrence (født 4. maj 1769 i Bristol, død 7. januar 1830 i London) var en engelsk maler.
Efter nogen kunstudøvelse, dels under den gammel akademiker William Hoare i Bristol, dels på egen hånd, kom han 19 år gammel på Londons Akademi. Samme år, 1788, udstillede han bl.a. fire kvindeportrætter, fandt hermed sit egentlig felt og gjorde sin lykke. Han havde her allerede så småt givet prøver på sin sjældne evne til at skildre elegante, fornemme kvinder i rige, "forførende" toiletter og med øjnenes glans, den let åbnede munds dulgte smil og lødens blånende rosa som forskønnelsesmidler, højt værdsatte af de portrætterede selv; til hans smukkeste kvindeportrætter hører mrs. Siddons, den lille grevinde af Shaftesbury og Lady Dover med sit barn. Han blev snart kongens og den fine verdens fejrede maler og strakte også sin domæne hen over udlandet; 1798 malede han hertugen af York, 1790 dronningen og prinsesse Amelie, i Montague-House, 1801 prinsessen af Wales, Karoline af Braunschweig, i hvilken anledning han inddroges i skandalerne om denne prinsesse og var nær ved at komme til at figurere i den berømte skilsmisseproces mod denne, 1818 malede han efter prinsregentens bestilling kongresmedlemmerne i Aachen, derefter fyrster og kronede hoveder i Wien og i Italien, et godt portræt af Pave Pius 7., 1825 Karl 10. af Frankrig og Dauphinen; han malede også gentagne gange Georg 4. af Storbritannien; særlig National Portrait Gallery London og National Gallery sammesteds er rige på Lawrences portrætter. Et af hans populæreste arbejder er det ret sødladne billede af den unge herre Lambton, Master Lambton, en fløjlsklædt dreng, The red boy, et slags sidestykke til Thomas Gainsboroughs langt betydeligere Blå Dreng. Hans ydre, samfundsmæssige karriere var lige så glimrende: 1792 hofmaler, 1794 medlem af akademiet, 1815 ridder, 1820 akademipræsident. Skønt Lawrence selv satte stor pris på sine historiemalerier: Satan, Coriolan, Rolla og skal have sat Satan og billedet Hamlet over hele sin øvrige produktion, går nutiden ligegyldig hen over denne side af hans virksomhed. Som portrætmaler var Lawrence modemaleren, en elegancens maler, evnerig og virtuosmæssig, men uden dybde i karakteristikken og med en sødladenhed, der blev typisk for datidens smag. På den engelske udstilling i København 1908 sås portræt af Viscount Castlereagh og det ypperlige miss Farren.

## Galleri
- Thomas Lawrence, Pope Pius VII, 1819, Royal Collection
- Thomas Lawrence, Master Lambton (også kendt som "The Red Boy"), 1825, privateje
- Thomas Lawrence, Sally Siddons
- Thomas  Lawrence, Frederick, Duke of York and Albany, årstal ukendt, National Portrait Gallery
- Thomas Lawrence, Portræt af Robert Stewart, Viscount Castlereagh, 1809-1810, National Portrait Gallery